# إزميد
إزميد عاصمة محافظة قوجه ايلي تقع في تركيا وتبعد 100 كم شرق إسطنبول. بلغ تعداد سكان مركز المدينة حوالي 300,611 نسمة وفق إحصاء 2011م، تشهد مدينة إزميد تطوراً كبيراً على المستوى الصناعي، وهي مبنية قرب موقع مدينة نيقوميديا الأثرية. يوجد في إزميد أكبر ترسانة في تركيا.

## التاريخ
تأسست المدينة عام 264 ق.م، على يد الملك نيقوميدس الأول (بالإنجليزية: Nicomedes I of Bithynia) وسميت عليه.

## التعليم
تأسست جامعة قوجه ايلي عام 1992م، ويبلغ عدد طلابها أكثر من 50,000 طالب .

## توأمة
لإزميد اتفاقيات توأمة مع كل من:
- كاسل.
- سيكشفهيرفار.
- تشنجيانغ.

## أعلام
- بيركان أمير.
- ديميت اوزدمير.
- أونور بلقان.
- عبد الله باشا الدالاتي.
- نوارة قادين أفندي.
- علي كمال بك.
- ميرال أكشينار.
- إبراهيم تشيليكول.
- بوراك دينيز.